# 巴倫鎮區 (阿肯色州傑克遜縣)
巴倫鎮區（英語：Barren Township）是位於美國阿肯色州傑克遜縣的一個行政鎮區。

## 地方資料
巴倫鎮區的面積為91.78平方千米，當中陸地面積為91.74平方千米，而水域面積為0.04平方千米。根據2010年美國人口普查的數據，當地共有人口910人，而人口密度為每平方千米9.92人。